# Matthias Aebischer
Matthias Aebischer (Schwarzenburg, 18 ottobre 1967) è un giornalista e politico svizzero del Partito Socialista Svizzero (PS). Dal 2011 è membro del Consiglio nazionale per il Canton Berna.

## Biografia

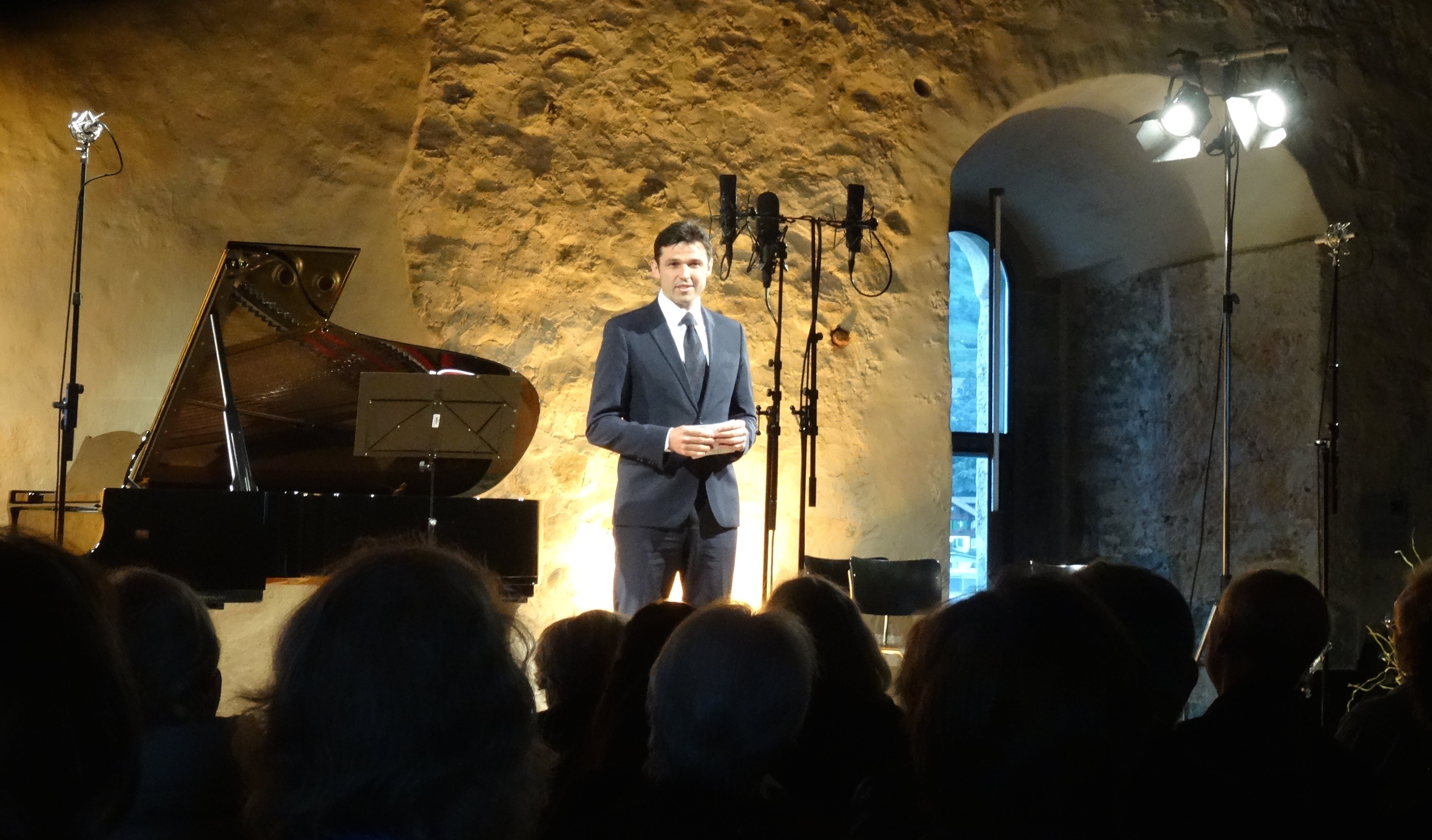
Matthias Aebischer all'apertura del GAIA Musikfestival del 2014

Presentatosi alle elezioni federali del 2011, venne eletto Consigliere nazionale per il Canton Berna con 46 149 voti, ventiduesimo tra i candidati eletti più votati del cantone. Venne rieletto anche alle elezioni federali del 2015 (81 458 preferenze, undicesimo eletto più votato), del 2019 (63 397 preferenze, dodicesimo eletto più votato), e del 2023 (74 358 preferenze, dodicesimo eletto più votato).